# Budy Uniejowskie
Budy Uniejowskie – część miasta Uniejowa w województwie łódzkim, w powiecie poddębickim, w latach 1970–1997 samodzielna wieś. Leży nad Wartą w południowej części miasta, wzdłuż ulicy Sienkiewicza, przy drodze na Balin.

## Historia
Budy Uniejowskie to południowe przedmieście Uniejowa, które w okresie międzywojennym już należało do miasta.
1 stycznia 1970 Budy Uniejowskie (wraz z drogą państwową biegnącą z Ozorkowa do Turku) wyłączono z Uniejowa i włączono je do gromady Kościelnica w powiecie poddębickim w województwie łódzkim (obszar o łącznej powierzchni 537,78 ha). W 1971 roku ludność wsi wynosiła 457.
Od 1 stycznia 1973 w nowo utworzonej gminie Uniejów w powiecie poddębickim. W latach 1975–1997 miejscowość należała administracyjnie do województwa konińskiego.
1 stycznia 1998 Budy Uniejowskie włączono z powrotem do Uniejowa.